# 에부 쿠아시
쥘 크리스트 에부 쿠아시(프랑스어: Jules Christ Eboue Kouassi, 1997년 12월 13일 ~ )는 코트디부아르의 축구 선수로, 현재 포르투갈 프리메이라리가의 아로카에서 수비형 미드필더로 활약하고 있다.

## 구단 경력

### 초기 경력
쿠아시는 2014년 초 아르메니아 클럽 시라크로 이적하기 전 코트디부아르의 아카데미 심비오스 푸트 다보보에서 뛰었다. 2014년 여름 그는 러시아 클럽 크라스노다르의 유소년 시스템에 합류했다.

### 크라스노다르
2015년 12월, 쿠아시는 크라스노다르와 새로운 계약을 맺었다. 쿠아시는 2016년 5월 21일, 러시아 프리미어리그의 암카르 페름과의 경기에서 크라스노다르 데뷔 전을 치렀고, 1-0으로 승리했다. 그 다음 시즌인 2016-17 시즌, 그는 주전으로 활약하며 2016년 12월 말까지 총 18경기에 출전해 리그 5위로 올라섰다. 이 기간 동안, 쿠아시는 첫 골을 기록하기도 했는데, 2016년 8월 4일, 3-0으로 이긴 몰타의 비르키르카라와의 UEFA 유로파리그 경기에서 득점포를 가동했다.

### 셀틱
2017년 1월 3일, 스코티시 프리미어십의 셀틱이 크라스노다르와 약 300만 파운드의 이적료로 에부 쿠아시와 계약을 맺었다고 보도되었다. 2017년 1월 12일, 셀틱은 비자 발급을 조건으로 4년 계약을 맺었다고 발표했다.
쿠아시는 클럽에서 첫 3년 동안 셀틱에서 22번의 1군 경기에 출전했다. 그는 2020년 1월 벨기에 클럽 헹크로 임대되었다.

### 헹크
2020년 7월 1일, 쿠아시는 150만 유로에 헹크로 이적하였다.

### 아로카
2021년 8월 31일, 쿠아시는 아로카로 임대되었다. 2023년 7월 7일, 아로카는 2년 계약으로 쿠아시의 자유 이적을 발표했다.

## 국가대표팀 경력
2016년 11월, 쿠아시는 모로코와의 2018년 FIFA 월드컵 예선 전과 프랑스와의 친선 경기를 위해 처음으로 코트디부아르 국가대표팀에 소집되었다. 하지만, 그는 두 경기 모두에서 사용되지 않은 교체 선수였다.